# Familia Barco
Los Barco son una familia de empresarios y políticos colombianos de origen vasco, cuyo centro de negocios es la región del Catatumbo, en los Santanderes colombianos. Su actividad principal y fuente de sus ingresos es el sector de hidrocarburos, que controlan desde 1904, y que comparten desde 1931 con la empresa estadounidense Gulf.
Entre sus miembros destacan un presidente de Colombia y varios diplomáticos.

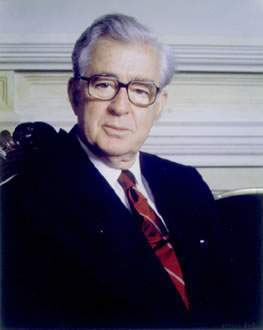
Virgilio Barco 35.º presidente de la República de Colombia

## Miembros
- Virgilio Barco Martínez (1858-1922). Militar y empresario colombiano. Primer particular colombiano en explotar minas de petróleo. Veterano de la Guerra de los Mil Días.
- Jorge Barco Maldonado. Empresario colombiano. Hijo de Virgilio Barco M. y padre de Virgilio Barco.[2]
- Virgilio Barco Céspedes (1900-1955)ː Militar colombiano. 51° Director de la Policía de Colombia, entre 1947 y 1948; afrontó el Bogotazo y posteriormente entregó la dirección de la institución; es acusado de haber propiciado el asesinato de Jorge Eliecer Gaitán y la creación de los Chulavitas. Sobrino segundo de Virgilio Barco M.
- Virgilio Barco Vargas (1921-1997) Político y empresario colombiano, miembro de Partido Liberal; embajador de Colombia en Estados Unidos en los años 70,[3] y presidente de Colombia entre 1986 y 1990. Se casó con la hija de un empresario del petróleo sueco, Carolina Isakson, quien fue primera dama durante su gobierno.[4] Padre de Carolina y Virgilio Barco Isakson.Presidente y primera dama de Colombia. Salida del Congreso de la República 20 de julio de 1990

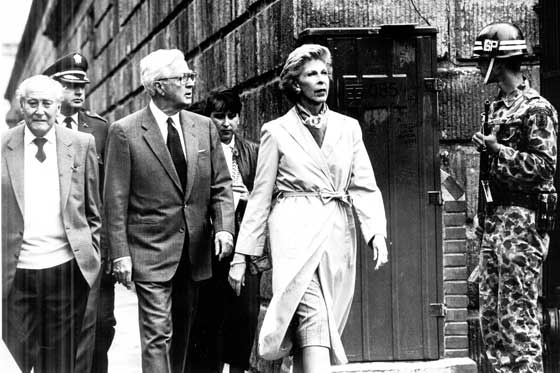
Presidente y primera dama de Colombia. Salida del Congreso de la República 20 de julio de 1990

- Enrique Barco Guerrero (1923-1992). Médico y político colombiano, gobernador de Santander entre 1964 y 1965;[5] sobrino de Virgilio Barco Céspedes.
- Carolina Barco Isakson (n. 1951). Diplomática y política colombo estadounidense. Embajadora de Colombia en Estados Unidos de 2006 a 2010, durante la presidencia de Álvaro Uribe.
- Virgilio Barco Isakson (n. 1965). Diplomático, empresario, economista y activista LGBT colombiano.
- Alejandra Botero Barco (n.1978). Directora del Departamento Nacional de Planeación de Colombia en gobierno de Iván duque.